# Tundranicka
Tundranicka (Pohlia andrewsii) är en bladmossart som beskrevs av Arthur Jonathan Shaw 1981. Tundranicka ingår i släktet nickmossor, och familjen Bryaceae. Enligt den finländska rödlistan är arten sårbar i Finland. Arten har ej påträffats i Sverige. Artens livsmiljö är fjällhedar. Inga underarter finns listade i Catalogue of Life.